# Глейпнир
Глейпнир — в германо-скандинавской мифологии, а именно в «Младшей Эдде», волшебная цепь, которой асы сковали волка-чудовище Фенрира. В некоторых переводах Глейпнир названа не цепью, а путами.
Созданию Глейпнира предшествовали две неудачные попытки заковать Фенрира. Вначале асы изготовили цепь Лединг и предложили Фенриру её разорвать. Фенрир согласился и сумел это сделать. Затем они сделали цепь Дроми, вдвое крепче Лединга, но Фенрир разорвал и её. Тогда Один послал Скирнира, гонца Фрейра, к гномам в страну чёрных альвов, которые сделали цепь из шума кошачьих шагов, женской бороды, корней гор, медвежьих жил (в древности сухожилиям приписывали свойства нервов), рыбьих голосов и птичьей слюны. Всего этого больше нет в мире. Глейпнир была тонка и мягка, как шёлк. На глазах Фенрира асы демонстративно пытались разорвать цепь, но безуспешно. Тогда они стали предлагать Фенриру разорвать цепь, уверяя, что он один сможет справиться с этим. Если же он разорвёт цепь, то они обещали его отпустить. Фенрир согласился лишь при условии, что один из асов вложит руку ему в пасть в залог того, что всё будет без обмана. Тюр вложил правую руку в пасть волка. Волк не смог разорвать Глейпнир: чем больше он рвался, тем сильнее цепь врезалась ему в тело. Так был связан Фенрир, а Тюр лишился правой руки.
Конец цепи, названный Гельгья, продели через каменную плиту Гьёлль и привязали к камню Твити. Гьёлль закопали глубоко в землю, а Твити ещё глубже. Чтобы Фенрир никого не смог покусать, в его пасть вставили меч, остриё которого упирается в нёбо.
По преданию, она порвётся в день Рагнарёка.